# علي ديا
علي ديا (بالفرنسية: Ali Dia) هو لاعب كرة قدم سنغالي في مركز الهجوم، ولد في 20 أغسطس 1965 في داكار في السنغال. لعب مع فينبا و بوفيه و بايرن ميونيخ و الأهلي السعودي
يعتبر علي ديا احد اعظم المهاجمين الأفارقة في تاريخ كرة القدم
حقق إنجازات فردية عديدة أبرزها كانت الكرة الذهبية عام 1993